# Radostín u Havlíčkova Brodu

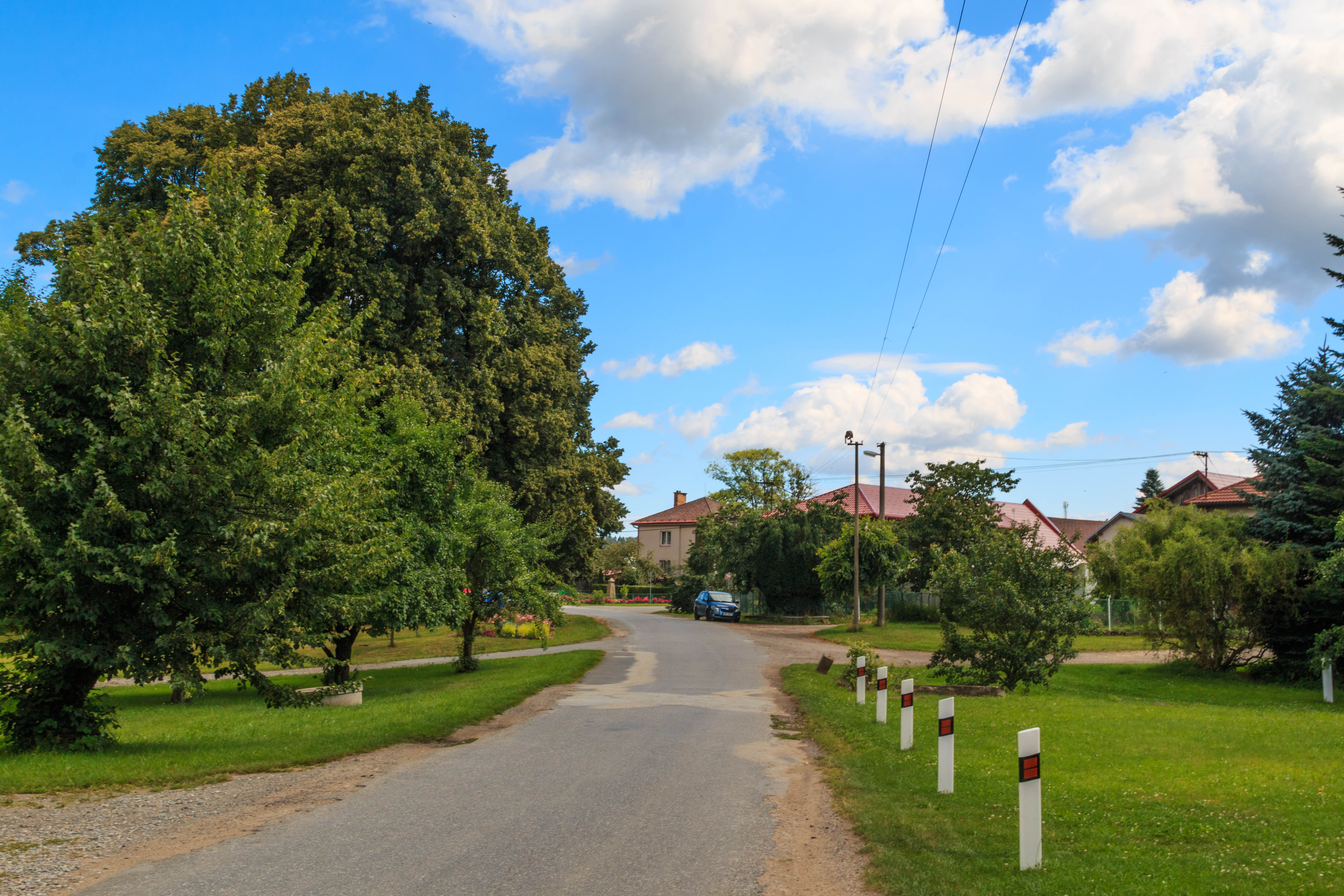
Dorfplatz

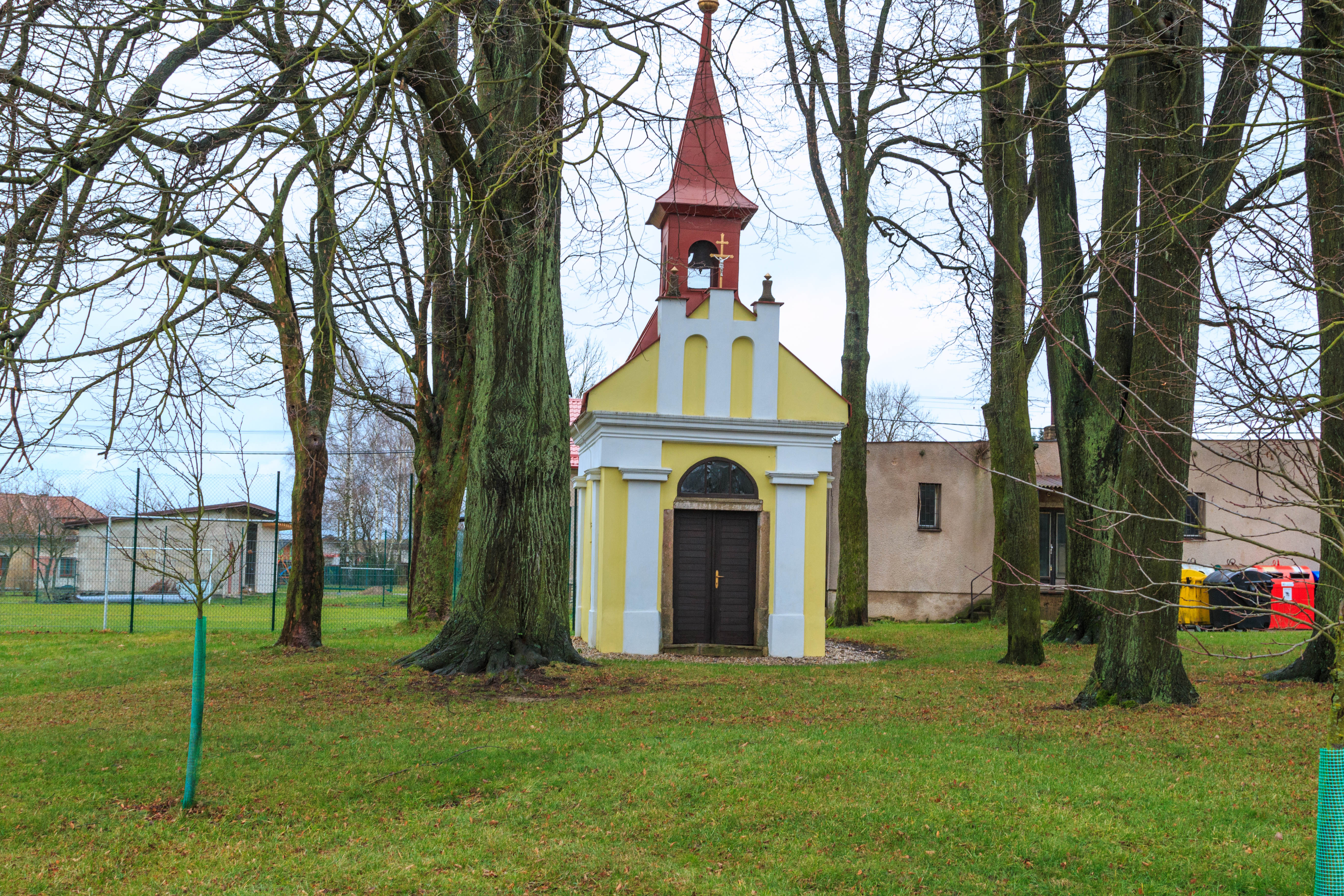
Kapelle auf dem Dorfplatz

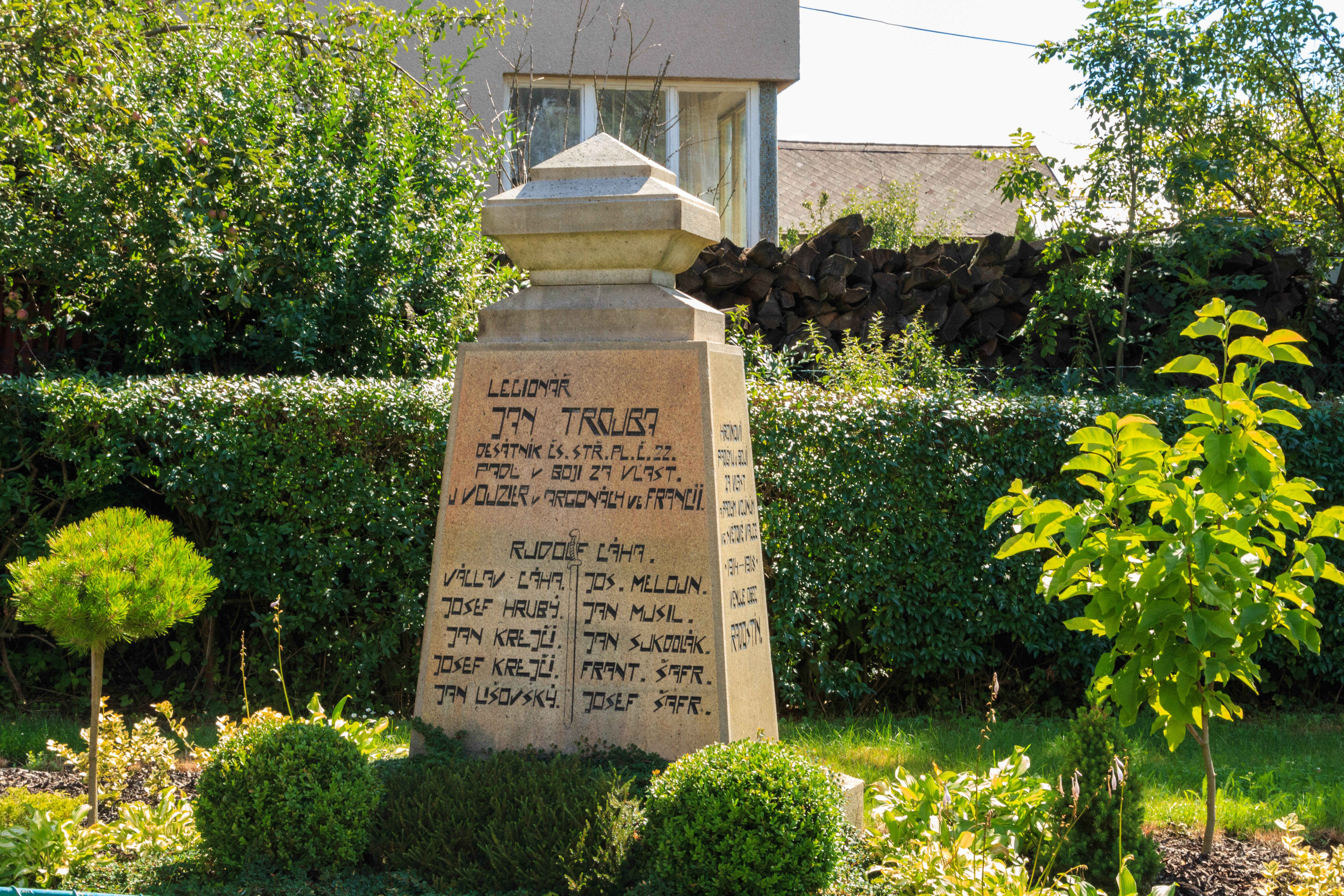
Gedenkstein für die Gefallenen des Ersten Weltkrieges

Radostín (deutsch Radostin, volkstümlich Ochsenberg) ist eine Gemeinde in Tschechien. Sie liegt sieben Kilometer nordwestlich des Stadtzentrums von Havlíčkův Brod und gehört zum Okres Havlíčkův Brod.

## Geographie
Radostín befindet sich in der Quellmulde eines kleinen Zuflusses zum Bahenský potok auf einem Bergsattel in der Hornosázavská pahorkatina (Hügelland an der oberen Sázava). Nördlich fließt der Bahenský potok durch den Kamenný důl (Steingrund). Im Nordosten erheben sich der Na Skalce (570 m n.m.) und der Volský vrch (Ochsenberg, 598 m n.m.), südwestlich der Horní Chlum (570 m n.m.) und im Westen der Karpile (565 m n.m.). Durch Radostín führt die Staatsstraße I/38 zwischen Havlíčkův Brod und Habry.
Nachbarorte sind Skuhrov, Olešná und Kráty im Norden, Lysá und Horní Krupá  im Nordosten, Červený Důl, Karlov und Dolní Krupá im Osten, Zbožice, Knyk, Pelestrov, Rozňák und Kotlasův Dvůr im Südosten, Rozkoš, Perknov und Veselý Žďár im Süden, Okrouhlice und Valečov im Südwesten, Chlum, Dolní Chlum und Lučice im Westen sowie Mlýn Kozinec, Kopaniny, Tis und Skuhrovský Mlýn im Nordwesten.

## Geschichte
Das Dorf entstand bei einer Ausspanne am Haberner Landessteig, einem wichtigen Handelsweg zwischen Böhmen und Mähren, der von Deutschbrod aus dem Sázava-Tal nach einem langen Anstieg auf verschiedenen Hohlwegen hier über den Sattel zwischen dem Ochsenberg und Chlum, und dann mit starkem Gefälle in den Steingrund führte. Der Ortsname Radostín wird von der Freude (radost) der Fuhrleute bei Erreichen des Sattels hergeleitet. Die Bewohner des Dorfes leisteten den Fuhrleuten mit ihren Zugochsen Vorspanndienste bei der Bewältigung der Anstiege. 
Radostín wurde erstmals 1591 unter den Gütern der Herrschaft Lipnice als freies Dorf mit Rychta erwähnt. Besitzer waren zu dieser Zeit die Herren Trčka von Lípa. Mit der Verlegung des Herrschaftssitzes nach Světlá wurde Kámen Teil der Herrschaft Světlá. Im Jahre 1611 bestand Radostín aus acht bäuerlichen Anwesen. Nach der Ermordung von Adam Erdmann Trčka von Lípa konfiszierte Kaiser Ferdinand II. am 29. März 1634 dessen Güter und die seines Vaters Jan Rudolf Trčka von Lípa; das Konfiskationspatent wurde im Mai 1636 durch den  Reichshofrat in Wien bestätigt. 
Ferdinand II. ließ die Herrschaft Světlá in landtäflige Güter zerstückeln und verkaufte sie Günstlingen. Kámen wurde der Herrschaft Habern zugeordnet, die 1636 der kaiserliche General Johann Reinhard von Walmerode auf Nymburk erwarb. Dieser zeigte wenig Interesse an dem neuen Besitz, fand dafür aber keinen Käufer. Die Lage an den Handelsweg führte während des Dreißigjährigen Krieges zu Truppendurchzügen und Verwüstungen. In der berní rula von 1654 wird lediglich der Ausspannhof von Martin Máchal als in gutem Zustand aufgeführt; die anderen sieben Gehöfte waren niedergebrannt und ruiniert, einer davon ganz aufgegeben. Nach der Seelenliste von 1651 lebten in Radostín 21 Personen, darunter zehn Inwohner. Im Jahre 1666 kaufte Johanna Eusebia Barbara Zdiarsky von Zdiar die Herrschaft Habry von den minderjährigen Walmerodschen Erben. Die angeheiratete Reichsgräfin Caretto di Millesimo verkaufte Habry 1681 an Johann Sebastian von Pötting und Persing auf Žáky. Auf der kaiserlichen Karte von 1760 wurde das Dorf erstmals mit Ochsenberg bezeichnet, zuvor war dieser Name unter den Fuhrleuten gebräuchlich. 1808 verkaufte Adolph von Pötting und Persing die Herrschaft Habern mit den angeschlossenen Gütern Tieß und Zboží an Johann von Badenthal, von dem sie 1814 sein Sohn Joseph erbte. Um 1820 erfolgte der Bau der neuen Wiener Poststraße.  
Im Jahre 1840 bestand das im Caslauer Kreis an der Wiener Straße gelegene Dorf Radostin, vom gemeinen Volk Ochsenberg genannt, aus 17 Häusern, in denen 143 Personen lebten. Im Ort gab es eine herrschaftliche Schäferei und ein Wirtshaus. Pfarrort war Skuhrow. Bis zur Mitte des 19. Jahrhunderts blieb Radostin der Herrschaft Habern untertänig.
Nach der Aufhebung der Patrimonialherrschaften bildete Radostín ab 1849 einen Ortsteil der Gemeinde Lučice im Gerichtsbezirk Habern. Ab 1868 gehörte das Dorf zum Bezirk Časlau. Franz von Puthon, der 1862 die Grundherrschaft Habern mit Tieß und Zboží erworben hatte, verkaufte sie 1869 an Franz Altgraf von Salm-Reifferscheidt-Hainspach auf Světlá. 1869 hatte Radostín 157 Einwohner und bestand aus 19 Häusern. In den 1870er Jahren löste sich Radostín von Lučice los und bildete eine eigene Gemeinde. Nach dem Tode des Franz von Salm-Reifferscheidt fiel die Grundherrschaft 1887 seiner Schwester Johanna verw. von Thun und Hohenstein auf Klösterle und Žehušice zu, 1892 erbte ihr Sohn Joseph Oswald von Thun-Hohenstein-Salm-Reifferscheidt den Großgrundbesitz. Im Jahre 1900 lebten in Radostín 185 Menschen, 1910 waren es 168. Mit Beginn des Schuljahre 1906/07 nahm in Radostín eine Filiale der Skuhrover Schule den Unterricht auf. Ab 1914 wurde die Schule selbständig, zu dieser Zeit wurden 41 Kinder unterrichtet. 1930 hatte Radostín 238 Einwohner und bestand aus 39 Häusern. 
1949 wurde die Gemeinde dem Okres Chotěboř zugeordnet, seit der Gebietsreform von 1960 gehört sie zum Okres Havlíčkův Brod. Die Schule stellte in den 1970er Jahren den Unterricht ein, das Gebäude wurde zum Kindergarten umgebaut. Am 1. Juli 1980 erfolgte die Eingemeindung nach Olešná, seit dem 24. November 1990 besteht die Gemeinde Radostín wieder. Beim Zensus von 2001 lebten in den 54 Häusern der Gemeinde 152 Personen. Nach der Schließung des Kindergartens wurde das  Schulhaus saniert und die ehemalige Lehrerwohnung ab 2007 vermietet; das Klassenzimmer dient seit 2013 als Gemeinschaftsraum des Dorfes.

## Gemeindegliederung
Für die Gemeinde Radostín sind keine Ortsteile ausgewiesen. Zu Radostín gehört die Einschicht Červený Důl (Rothenthal).
Das Gemeindegebiet bildet den Katastralbezirk Radostín u Havlíčkova Brodu.

## Sehenswürdigkeiten
- Kapelle auf dem Dorfplatz, von hohen Linden gesäumt. Das Bauwerk wurde 1869 erstmals als Gemeindebesitz aufgeführt. 1933 erhielt sie ein neues Dach, 1991 erfolgte eine Restaurierung. 2003 wurde aus Spenden der Einwohner eine neue Glocke gekauft.
- Nischenkapelle mit Sandsteinfigur des hl. Johannes von Nepomuk, in den Feldern südlich des Dorfes. Sie wurde 1743 geschaffen und 2010 saniert.
- Gedenkstein für die Gefallenen des Ersten Weltkrieges, vor der ehemaligen Schule am Dorfplatz
- Rotbuche, der geschützte Baum hat eine Höhe von 23 m und einen Stammumfang von 5,5 m.
- historischer Bremsstein (Čuba), nördlich des Dorfes an der Abfahrt in den Steingrund
- Steinernes Flurkreuz westlich des Dorfes, die Christusfigur zeigt den Einfluss der Deutschbroder Augustinern-Barfüßer. Nach seiner Beschädigung durch Vandalen wurde das Kreuz 2014 wieder aufgebaut.
- Musil-Kreuz bei Červený Důl, errichtet 1866
- Flurkreuz auf dem Hügel Karpile, geschaffen 1728